# Єлібаєв Абдуразак Алписбайович
Єлібаєв Абдуразак Алписбайович — радянський господарський, державний та політичний діяч.

## Біографія
Народився 1908 року в аулі № 2 Сари-Суйського району. Член КПРС.
З 1929 року — на господарській, громадській та політичній роботі. У 1929–1981 рр. — працівник зв'язку в Чимкентській телеграфно-поштовій конторі, начальник поштово-телеграфного відділення станції Туркестан, начальник Джамбулської міської контори зв'язку, заступник начальника Східно-Казахстанського обласного управління зв'язку, начальник Автогужтракту зв'язку, начальник управління справами уповноваженого Мінзв'язку СРСР в Казахській РСР, учасник німецько-радянської війни, політрук у складі 18-ї гвардійської стрілецької дивізії, начальник військово-поштового зв'язку танкового корпусу, начальник Алматинського обласного управління Міністерства зв'язку, заступник уповноваженого Міністерства зв'язку СРСР по Казахській РСР, рядовий інженер-економіст міського телефонного зв'язку, начальник Алматинської поштової контори, начальник Алматинського обласного управління Міністерства зв'язку, міністр зв'язку Казахської РСР (1962—1981).
Діти: Єлібаєв Єркін, Єлібаєва Саулле.
Обирався депутатом Верховної Ради Казахської РСР 7-10 скликань.
Помер в Алмати 2000 року.

## Пам'ять
На честь Абдуразака Єлібаєва названа вулиця в Алматі.